# Niltava grandis
Papa-moscas-grande ou niltava-grande (Niltava grandis) é uma espécie de ave da família Muscicapidae. Pode ser encontrada nos seguintes países: Bangladesh, Butão, Camboja, China, Índia, Indonésia, Laos, Malásia, Myanmar, Nepal, Tailândia e Vietname. Os seus habitats naturais são regiões subtropicais ou tropicais húmidas de alta altitude.